# Pseudovipio nigrirostris
Pseudovipio nigrirostris är en stekelart som först beskrevs av Kokujev 1907.  Pseudovipio nigrirostris ingår i släktet Pseudovipio och familjen bracksteklar. Inga underarter finns listade i Catalogue of Life.